# Michele Mulas
Michele Mulas (Bari Sardo, 1936 – Milano, 19 dicembre 2002) è stato un artista e pittore italiano.

## Biografia
Michele Mulas nasce nel 1936 a Bari Sardo, in provincia di Nuoro, luogo ricco di paesaggi suggestivi e monumentali testimonianze storiche. Certamente ispirato dall’ambiente circostante, fin da giovanissimo egli esprime il suo talento artistico attraverso la pittura e la scultura. Oltre a questo, è importante menzionare anche i suoi lunghi soggiorni a Roma e a Parigi, e i diversi viaggi nelle due Americhe, esperienze che segnano profondamente il suo percorso artistico.
Tuttavia, è senz’altro l’incontro con l’artista e poeta peruviano Jorge Eduardo Eielson, nel maggio 1960, a dare notevole impulso alla sua carriera artistica. Entrambi condividono la loro esperienza di vita e artistica fino alla morte di Michele, avvenuta a Milano nel dicembre 2002. Attraverso il loro indissolubile sodalizio l’opera di Michele sembra trovare la sua massima espressione. Per questo motivo vale la pena ricordare le parole in proposito di Jorge Eduardo: 
(Jorge Eduardo Eielson, Il dialogo infinito)
A metà degli anni ’60 i due amici, che ormai vivono insieme, cominciano a viaggiare e a portare la propria opera in diverse città. Nel 1966, mentre Jorge partecipa alla biennale di Venezia, Michele viene invitato a fare una mostra a Milano, presso la Galleria  Rizzato-Whitworth. L’anno dopo sono a New York, e l’anno dopo ancora a Parigi dove Michele esibisce i suoi lavori nel Salon de Mai del Musée d’Art Moderne. I primi anni ’70 si muovono tra Parigi, il nord d’Italia e la Sardegna; e nel ’77 viaggiano insieme in Perù. Lì Michele farà una mostra nella Galleria Ivonne Bricello di Lima. Ma l’impatto delle antiche civiltà preispaniche sarà percettibile nella sua opera successiva, dove compariranno animali fantastici e piccole forme umane che evocano i disegni dei tessuti preincaici. E queste forme si alternano con figure geometriche che il grande critico Pierre Restany definì “moduli organici”. La sintonia tra i due artisti e il mondo peruviano si consolida e nel 1988 tornano a Lima; questa volta Michele fa una mostra nella storica Galería Trilce. Negli anni ’90 sia Jorge che Michele presentano le loro opere soprattutto a Milano, Brescia e Pavia e stabiliscono un rapporto privilegiato con la Galleria Il Chiostro di Saronno, portata avanti da Duilio Affanni e sua figlia Marina. 
L’ultima mostra di Michele fatta ancora in presenza di Eielson è stata realizzata nel parco di Villa Celle di Giuliano Gori, a Pistoia, nel 2002, e il catalogo è stato curato dallo stesso Eielson. Secondo Gori le opere di Mulas «occupano spazi indefinibili, privi di confine e ognuna può leggersi come frammento dell’altra». Questa osservazione può spiegare perché alcuni critici abbiano avvicinato quelle superfici alla cosiddetta poesia dei frattali o alla topologia matematica. Ma fra tutte le interpretazioni fornite sull’arte di Mulas, forse la più illuminante è proprio quella di Jorge, che vedeva la sua opera come «l’estremo frutto d’una ricchissima e antica cultura, nella quale possono innestarsi diversi altri rami, com’è già avvenuto in passato nella sua isola. Portatore di una vera e propria luminosità mediterranea [...] la sua opera attualizza un mondo arcaico di purissime costruzioni geometriche, di millenari silenzi, ma anche di brulicanti scorci di macchia mediterranea, d’inebrianti profumi di erbe e ginepri, di ombrosi ulivi, frutti e sapori che, uniti allo splendore del mare, costituiscono uno dei luoghi più belli del pianeta. E Michele amava la sua terra e la sua gente, come nessuno»[2].
In seguito il Centro Eielson ha curato la mostra Testimone di un’assenza, con opere di Mulas e dell’artista spagnolo Román Hernández, tutte dedicate a Eielson o direttamente ispirate dai suoi dipinti, sculture o testi poetici. La mostra, curata da Martha Canfield, è stata fatta presso la Galleria del Palazzo Coveri di Firenze dal 16 settembre al 22 ottobre 2010. In seguito è stata riproposta a Genova, presso il Museo di Sant’Agostino, dal 9 al 29 novembre 2010.
Infine nell’ottobre 2015 il Centro Eielson in collaborazione con l’Assessorato alla Cultura del Comune di Barisardo, allestì una mostra dedicata a Eielson e Mulas insieme, curata da Eleonora Aresu ed Enrico Nappo, intitolata Is reis de Gardalis, accompagnata da diversi eventi collaterali, conferenze, performances e letture poetiche.
| Controllo di autorità | BNE (ES) XX5084247 (data) |